# Milltown, New Jersey
Milltown är en ort i Middlesex County i delstaten New Jersey, USA.